# Uheiji Uehata
Uheiji Uehata (japanisch 上畑 佑平士 Uehata Uheiji; * 25. Juli 1998 in Nishinomiya, Präfektur Hyōgo) ist ein japanischer Fußballspieler.

## Karriere
Uheiji Uehata erlernte das Fußballspielen in der Jugendmannschaft des Erstligisten Cerezo Osaka sowie in der Universitätsmannschaft der Sanno University. Seinen ersten Vertrag unterschrieb er am 1. Februar 2021 beim Fukushima United FC. Der Verein aus Fukushima, einer Großstadt in der gleichnamigen Präfektur Fukushima im Nordosten der Hauptinsel Honshū, spielte in der dritten japanischen Liga. Sein Profidebüt gab Uheiji Uehata am 16. Mai 2021 (8. Spieltag) im Heimspiel gegen Vanraure Hachinohe. Hier stand er in der Startelf und wurde in der 73. Minute gegen Hiroto Morooka ausgewechselt. Fukushima gewann das Spiel mit 2:0.